# Liste der Biografien/Grio
Liste der Biografien |
Portal Biografien |
Personensuche
# |
A |
B |
C |
D |
E |
F |
G |
H |
I |
J |
K |
L |
M |
N |
O |
P |
Q |
R |
S |
T |
U |
V |
W |
X |
Y |
Z |
?
 
Ga |
Gb |
Gc |
Gd |
Ge |
Gf |
Gh |
Gi |
Gj |
Gk |
Gl |
Gm |
Gn |
Go |
Gp |
Gq |
Gr |
Gs |
Gu |
Gv |
Gw |
Gy |
Gz
 
Gra |
Grb–Grd |
Gre |
Grg |
Gri |
Grj |
Grk |
Grl |
Grm |
Gro |
Grs |
Gru |
Gry |
Grz
 
Gria |
Grib |
Gric |
Grid |
Grie |
Grif |
Grig |
Grij |
Grik |
Gril |
Grim |
Grin |
Grio |
Grip |
Gris |
Grit |
Griv |
Griw |
Grix |
Griz
Die Liste der Biografien führt alle Personen auf, die in der deutschsprachigen Wikipedia einen Artikel haben. Dieses ist eine Teilliste mit 4 Einträgen von Personen, deren Namen mit den Buchstaben „Grio“ beginnt.

## Grio

### Griol
- Griolet, Jean Marie Antoine (1763–1806), französischer Jurist, Botaniker und Schriftsteller
- Grioli, Giuseppe (1912–2015), italienischer Mathematiker und Physiker

### Griot
- Griot, Schweizer Rapper
- Griotto, Medardo (1901–1943), italienischer Widerstandskämpfer